# Piero Ottaviano
Pier Giuseppe Ottaviano (Rocca d'Arazzo, 2 giugno 1938 – Torino, 30 agosto 2005) è stato un presbitero italiano, appartenente alla Società salesiana di San Giovanni Bosco, fondatore del centro di evangelizzazione Didaskaleion di Torino.

## Biografia
Nell'ambiente salesiano scoprì la sua vocazione al sacerdozio, e nel 1954 emise la prima professione religiosa, diventando salesiano. Tra il 1959 e il 1963 operò presso il Liceo salesiano Valsalice di Torino, e contemporaneamente frequentò con ottimi risultati la Facoltà di Matematica e Fisica di Torino. Tra il 1963 e il 1967 compì gli studi di teologia, al termine dei quali ricevette l'ordinazione presbiterale nella Basilica di Maria Ausiliatrice di Torino. A partire dal 1967 fu insegnante di matematica e di religione in diverse scuole, tra le quali il liceo "Segrè" di Torino e l'istituto tecnico industriale "Amaldi" di Orbassano.
Nei primi anni settanta cominciò l'attività del Didaskaleion, presso l'Istituto Salesiano San Giovanni Evangelista di Torino proponendo corsi di catechesi a gruppi di studenti universitari. Negli anni a venire il Didaskaleion divenne un centro di ricerca, di approfondimento e di formazione sul Cristianesimo, mentre don Ottaviano continuava anche la sua missione come insegnante di religione nelle scuole superiori.
Fu un appassionato animatore di trasmissioni televisive (Telesubalpina-Telesu, Tele Vox) e radiofoniche (Radio Proposta), operando anche per la comunità latinoamericana torinese, la formazione dei catechisti, l'aiuto alle persone in difficoltà. Gli ultimi anni della sua vita furono dedicati all'evangelizzazione della Turchia.
Morì all'ospedale Molinette di Torino per un male incurabile. Le sue spoglie mortali, in attesa della Risurrezione, riposano nel cimitero del suo paese nativo.